# بطولة باوليستا 1976
بطولة باوليستا 1976 هو موسم من بطولة باوليستا. أشرف على تنظيمه اتحاد باوليستا لكرة القدم ‏، وكان عدد الأندية المشاركة فيه 18، وفاز فيه نادي بالميراس. لُعبت 219 مباراة خلال البطولة.